# Szalafő
Szalafő es un pueblo ubicado en el distrito de Körmend, en el condado de Vas, Hungría.

## Superficie
Posee una superficie de 27,37 kilómetros cuadrados.

## Demografía
Hasta 2019 la población era de 191 habitantes, con una densidad de población de 6,978 habitantes por kilómetro cuadrado.